# Bragasellus lagarioides
Bragasellus lagarioides är en kräftdjursart som beskrevs av Henry och Guy Magniez 1996. Bragasellus lagarioides ingår i släktet Bragasellus och familjen sötvattensgråsuggor. Inga underarter finns listade i Catalogue of Life.